# Río Bzipi
El Bzipi, Bzib o Bzyb (en abjasio: Бзыԥ, en georgiano: ბზიფი Kapoetistskali, en ruso: Бзыбь, tr.: Bzybj) es el río más largo de la región de Abjasia en Georgia, en el Cáucaso occidental. Discurre desde el Gran Cáucaso hasta el mar Negro.

## Descripción
La longitud total es de 110 kilómetros y el tamaño de su cuenta es de 1510 km². Nace a 2 300 m s. n. m. y un caudal en la desembocadura de 97 m³/s. A pesar de su pequeña cuenca, el río es muy profundo, siendo una característica de los ríos del Cáucaso occidental discurrir por roca sedimentaria generando profundos cañones con estrechas gargantas que explican las variaciones estacionales de 10–15 metros.
Recoge el agua de la vertiente sur del Gran Cáucaso, así como de sistemas menores situados más al sur. En la desembocadura riega una llanura con sus dos ramales, desembocando en las cercanías de la población del mismo nombre, Bzipi.
El valle está rodeado por los montes Bzyb y Gagra, así como por otras altitudes del Gran Cáucaso. En uno de los afluentes el río Iupshara se encuentra el famoso lago alpino de Ritsa, y buena parte de la carretera para subir al lago, discurre por el valle del río Bzipi.

## Recreación
El río es popular para el kayaking, rafting.

## Galería

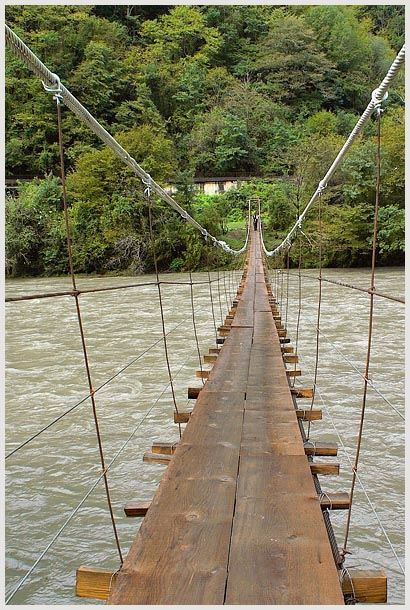
Puente sobre el Bzipi
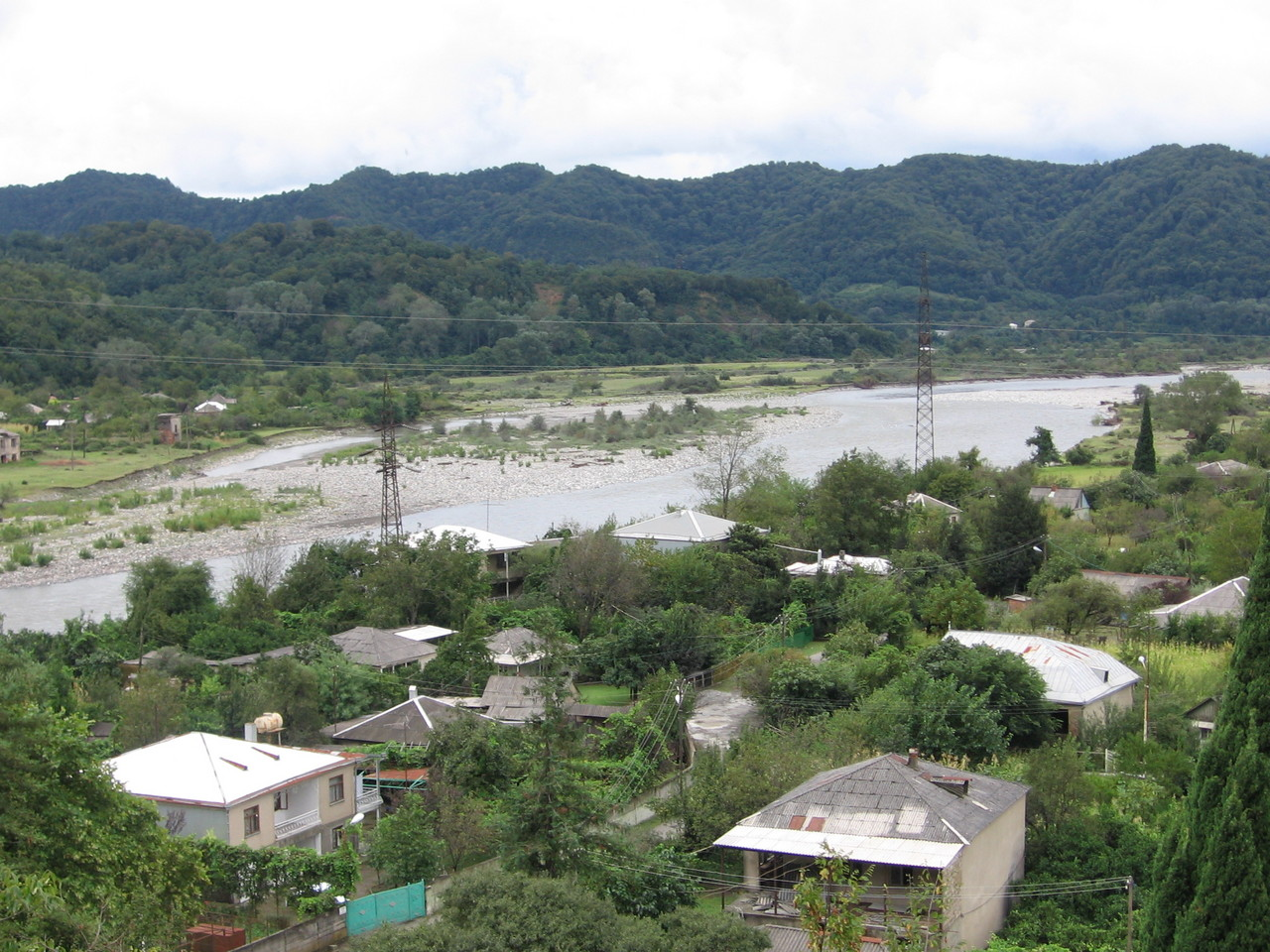
Pueblo de Bzipi
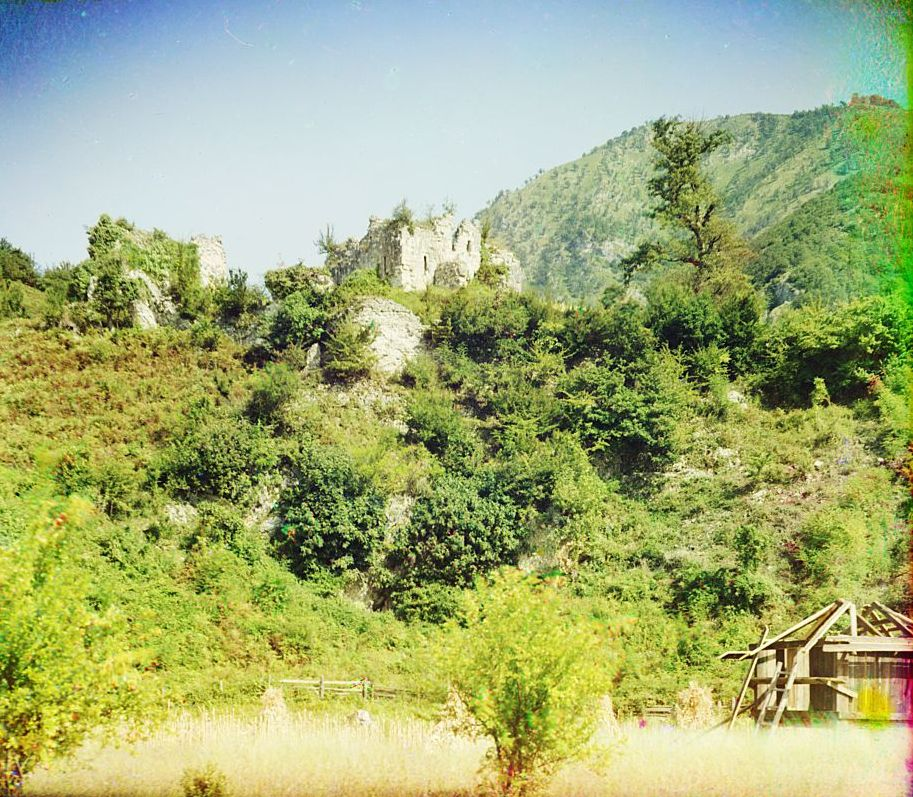
Castillo cerca del Bzipi (foto de 1905–1915)
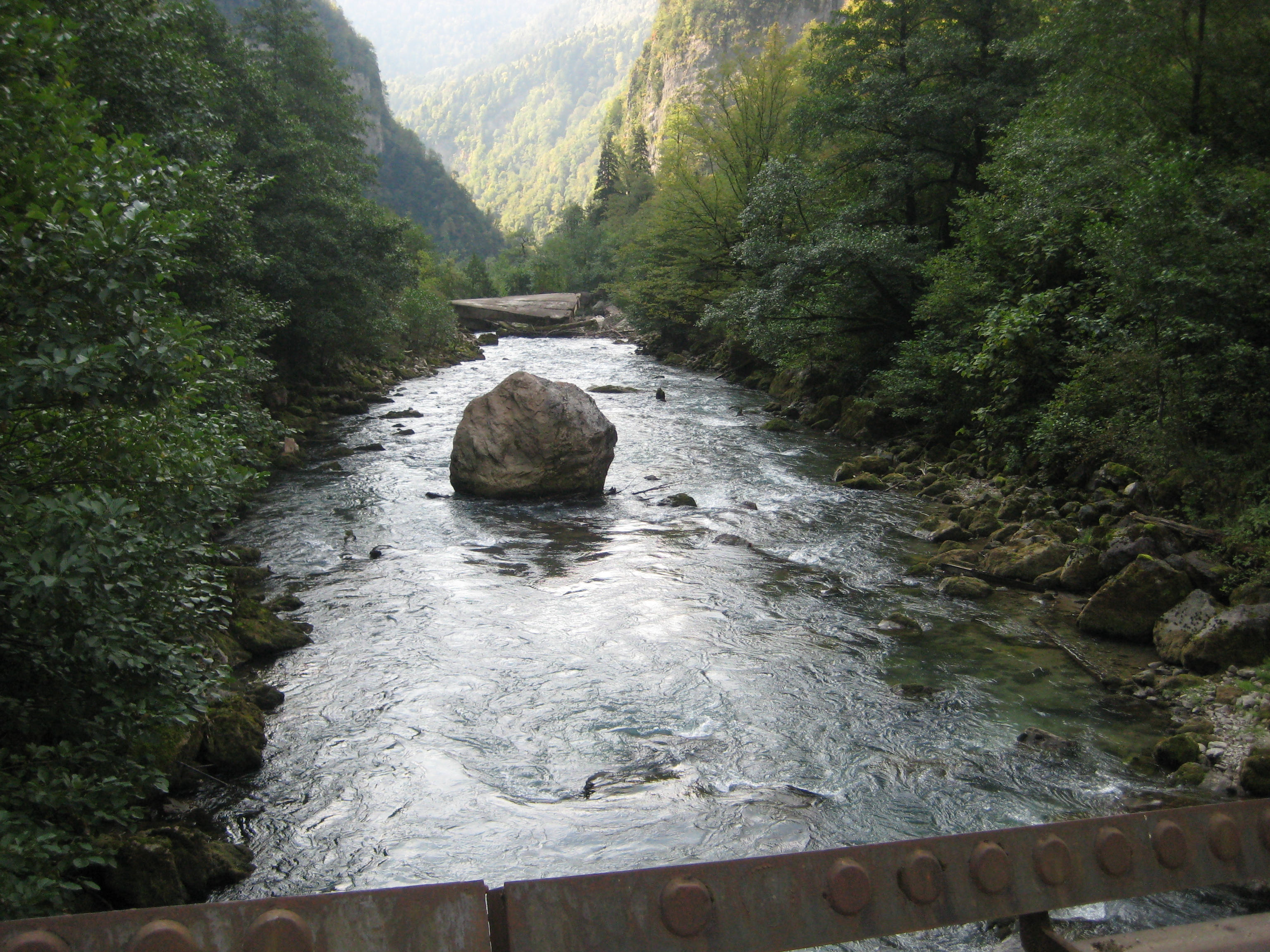